# Grémecey

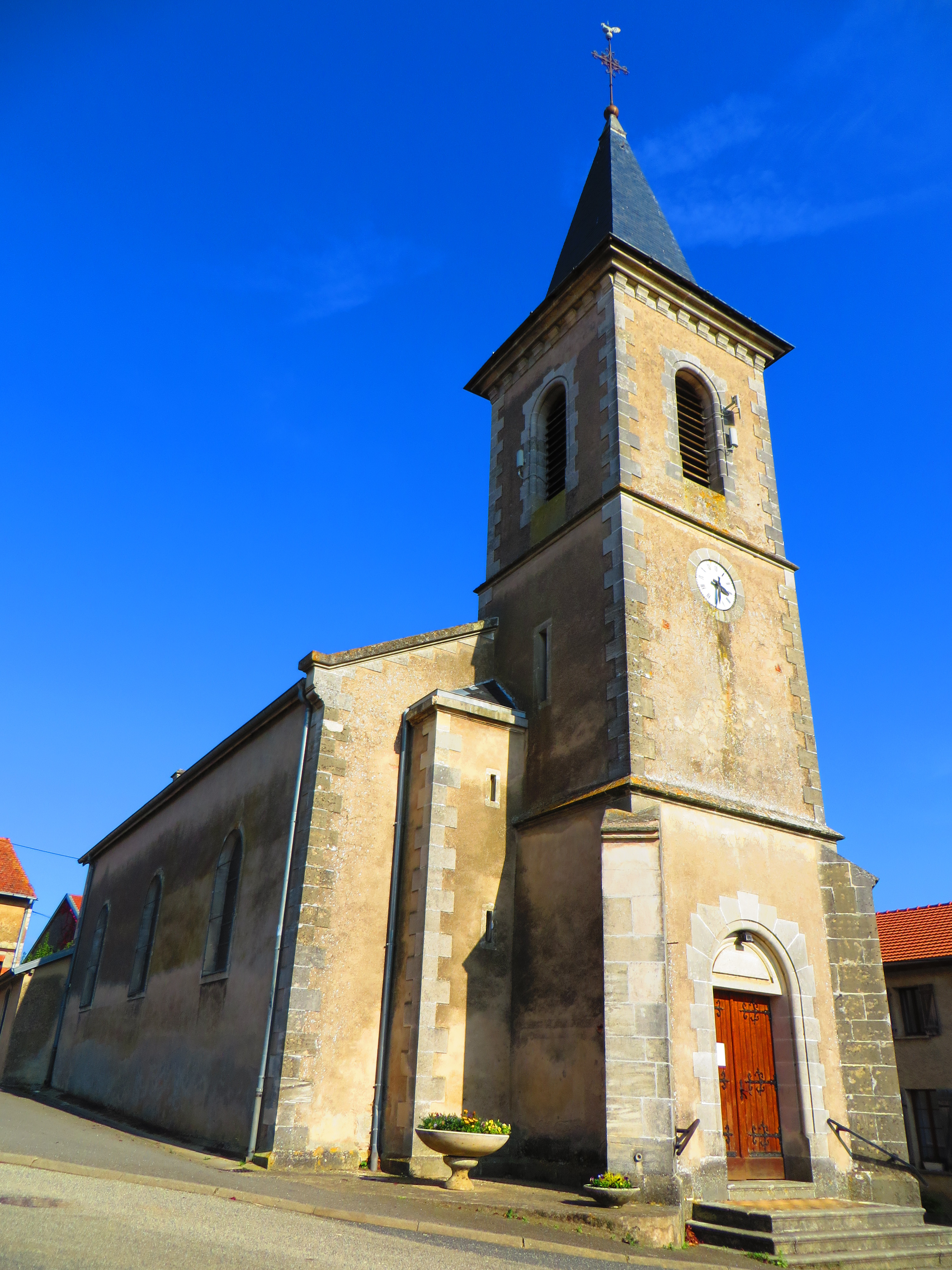
Kirche St. Vit

Grémecey ist eine französische Gemeinde mit 100 Einwohnern (Stand 1. Januar 2022) im Département Moselle in der Region Grand Est (bis 2015 Lothringen). Sie gehört zum Arrondissement Sarrebourg-Château-Salins.

## Geographie
Die Gemeinde Grémecey liegt in Lothringen, 56 Kilometer südöstlich von Metz, 8 Kilometer südwestlich von Château-Salins und 25 Kilometer nordöstlich von Nancy, auf einer Anhöhe, zwischen 205 und 313 Meter über dem Meeresspiegel. Das Gemeindegebiet umfasst 9,02 Quadratkilometer. Nordöstlich von Grémecey liegt der Berg Grande Femme (deutsch früher Große Frau).

## Geschichte
Die Ortschaft war noch 1413 Lehen des Bistums Metz, kam dann aber an das Herzogtum Lothringen und wurde 1661 im Zuge der Bestimmungen des Friedens von Vincennes von Frankreich annektiert. Das Seminar von Pont-à-Mousson besaß hier den Zehnten.
Durch den Frankfurter Frieden vom 10. Mai 1871 kam die Region an das deutsche Reichsland Elsaß-Lothringen, und das Dorf wurde dem Kreis Château-Salins im Bezirk Lothringen zugeordnet. Die Dorfbewohner betrieben Getreide-, Obst-, Gemüse-, etwas Wein- und Hopfenbau sowie Viehzucht.
Nach dem Ersten Weltkrieg musste die Region aufgrund der Bestimmungen des Versailler Vertrags 1919 an Frankreich abgetreten werden. Im Zweiten Weltkrieg war die Region von der deutschen Wehrmacht besetzt.
Das Dorf trug 1915–1919 und 1940–1944 den eingedeutschten Namen Gremsich.

### Bevölkerungsentwicklung
| Jahr      | 1962 | 1968 | 1975 | 1982 | 1990 | 1999 | 2007 | 2019 |
| Einwohner | 110  | 109  | 88   | 95   | 117  | 111  | 103  | 105  |

## Sehenswürdigkeiten
- Kirche St. Vit